# Солини ла Трап
Солини ла Трап (на френски: Soligny-la-Trappe) е село във Франция, регион Долна Нормандия, департамент Орн, окръг 	Мортан о Перш, кантон Базош сюр Оен. Население – 712 души (2008).
Основна забележителност е абатството „Ла Трап“ (фр.: Notre-Dame de la Trappe).